# Conwentzia africana
Conwentzia africana är en insektsart som beskrevs av Meinander 1975. Conwentzia africana ingår i släktet Conwentzia och familjen vaxsländor. Inga underarter finns listade i Catalogue of Life.